# Účinný průřez
Účinný průřez vyjadřuje pravděpodobnost, s jakou bude některá ostřelující částice z nalétávajícího svazku interagovat s částicí terče. Za interakci lze považat například klasický odraz, Coulombický rozptyl (tedy rozptyl způsobený elektrickým polem) nebo jaderné či jiné reakce.
Značí se {\displaystyle \sigma \;}.
Účinný průřez je velmi důležitou veličinou při studiu srážek mikroskopických částic.
Celková pravděpodobnost interakce částic se označuje jako celkový (totální, integrální) účinný průřez. Tato veličina určuje, s jakou pravděpodobností bude dopadající částice rozptýlena do libovolného směru, případně s jakou pravděpodobností proběhne reakce. O vlastnostech interakce (a tedy i interagujících částic) však říká mnohem více diferenciální účinný průřez, který charakterizuje pravděpodobnosti rozptylu do jednotlivých směrů v prostoru.

## Celkový účinný průřez
Celkový účinný průřez reakce se definuje jako
{\displaystyle \sigma ={\frac {R}{N\Gamma }}},
kde {\displaystyle R} {\displaystyle [s^{-1}]} je četnost reakcí, {\displaystyle N} {\displaystyle [-]} je počet částic terčíku a
{\displaystyle \Gamma [\mathrm {m} ^{-2}\mathrm {s} ^{-1}]} je tok ostřelujících částic. Účinný průřez má tedy jednotku {\displaystyle m^{2}}.
Pro model zahrnující pouze srážky pevných těles bez vlivu sil je účinný průřez shodný s reálným průřezem terčíkových částic. Reakce (odraz) nastane, narazí-li nalétavající částice do tohoto průřezu.
Větší význam má zavedení účinného průřezu, bude-li se počítat s elektromagnetickými, jadernými, či jinými interakcemi.
Zde se již vytrácí analogie s klasickým průřezem a je třeba mít na zřeteli, že se jedná o pravděpodobnost reakce a tedy o statistickou veličinu.
Celkový účinný průřez lze také získat integrací diferenciálního účinného průřezu přes všechny rozptylové úhly {\displaystyle \theta }, tedy přes celý prostorový úhel, tzn.
{\displaystyle \sigma =\int _{\Omega }\mathrm {d} \sigma \,}

## Diferenciální účinný průřez
Počet částic svazku, které dopadají na jednotkovou plochu kolmou k dopadajícímu svazku za jednotkový čas bývá označován jako proudová hustota {\displaystyle j} svazku. Různé částice svazku se k terčíkové částici přiblíží na různou vzdálenost (náměrná vzdálenost) a budou tedy rozptýleny do různých směrů, takže jejich rozptylové úhly budou odlišné. Srážkový parametr je vzdálenost částice svazku od osy svazku, která prochází silovým centrem (terčíkovou částicí). Označí-li se počet částic rozptýlených za časovou jednotku (jedním silovým centrem) do úhlu mezi {\displaystyle \theta } a {\displaystyle \theta +\mathrm {d} \theta } jako {\displaystyle \mathrm {d} N}, pak vzhledem k tomu, že každá částice dopadajícího svazku je rozptylována nezávisle a tedy {\displaystyle \mathrm {d} N} je úměrné proudové hustotě {\displaystyle j}, lze zavést diferenciální účinný průřez jako
{\displaystyle \mathrm {d} \sigma ={\frac {\mathrm {d} N}{N}}},
kde {\displaystyle N} označuje počet dopadajících částic a {\displaystyle \mathrm {d} N} představuje počet částic, které byly rozptýleny do intervalu úhlů od {\displaystyle \theta } do {\displaystyle \theta +\mathrm {d} \theta }.
Tato veličina je charakteristikou interakce částic a nikoliv jejich geometrického uspořádání. Termín diferenciální zohledňuje skutečnost, že se jedná o charakteristiku rozptylu do úhlu {\displaystyle \mathrm {d} \theta }. Diferenciální účinný průřez {\displaystyle \mathrm {d} \sigma } udává počet částic rozptýlených jedním silovým centrem (terčíkovou částicí) za jednotku času do úhlu mezi {\displaystyle \theta } a {\displaystyle \theta +\mathrm {d} \theta } při jednotkové proudové hustotě svazku, tedy při proudové hustotě, které odpovídá dopad jedné částice za 1 s na 1m2.
Celkový počet částic {\displaystyle \mathrm {d} \nu } rozptýlených za čas {\displaystyle \Delta t} do úhlu mezi {\displaystyle \theta } a {\displaystyle \theta +\mathrm {d} \theta } získáme vynásobením diferenciálního účinného průřezu počtem rozptylových center, časovým intervalem {\displaystyle \Delta t} a proudovou hustotou {\displaystyle j} dopadajícího svazku.
Rozptylový úhel {\displaystyle \theta } bývá monotónně klesající funkcí srážkového parametru {\displaystyle b}. Vztah mezi {\displaystyle b} a {\displaystyle \theta } je v takovém případě jednoznačný. Do úhlů mezi {\displaystyle \theta } a {\displaystyle \theta +\mathrm {d} \theta } budou v takovém případě rozptýleny pouze částice svazku, které mají srážkové parametry mezi {\displaystyle b(\theta )} a {\displaystyle b(\theta )+\mathrm {d} b(\theta )}. Jedná se o částice svazku, které ve svazku prochází uvnitř mezikruží s poloměry {\displaystyle b} a {\displaystyle b+\mathrm {d} b}. Při proudové hustotě {\displaystyle j} je jejich počet {\displaystyle \mathrm {d} N=2\pi bj\,\mathrm {d} b}. Pro diferenciální účinný průřez pak vychází
{\displaystyle \mathrm {d} \sigma =2\pi b\,\mathrm {d} b}
Diferenciací {\displaystyle b(\theta )} dostaneme {\displaystyle \mathrm {d} b={\frac {\mathrm {d} b}{\mathrm {d} \theta }}\mathrm {d} \theta } a dosazením do předchozího vztahu vznikne
{\displaystyle \mathrm {d} \sigma =2\pi b\left|{\frac {\mathrm {d} b}{\mathrm {d} \theta }}\right|\mathrm {d} \theta }
Absolutní hodnota byla zavedena proto, že derivace {\displaystyle {\frac {\mathrm {d} b}{\mathrm {d} \theta }}} je obvykle záporná, zatímco {\displaystyle \mathrm {d} \sigma } je definována jako nezáporná veličina.
Diferenciální účinný průřez bývá zvykem vyjadřovat prostřednictvím elementu prostorového úhlu {\displaystyle \mathrm {d} \Omega =2\pi \sin \theta \,\mathrm {d} \theta }. předchozí vztah pak získá tvar
{\displaystyle \mathrm {d} \sigma ={\frac {b(\theta )}{\sin \theta }}\left|{\frac {\mathrm {d} b}{\mathrm {d} \theta }}\right|\mathrm {d} \Omega }